# 东南大学外国语学院
东南大学外国语学院隶属于2009年设立的东南大学人文社会科学学部。

## 历史
- 南京工学院自1978年开始设置文科，1986年开始设置英语专业

## 专业设置
- 外国语言学与应用语言学硕士点
- 英语语言文学硕士点
- 日语语言文学硕士点
- 英语专业（四年制本科）
- 日语专业（四年制本科）
- 英语（商贸英语）（专升本）